# Сушиця (Великотирновська область)
Суши́ця (болг. Сушица) — село у Великотирновській області Болгарії. Входить до складу общини Стражиця.

## Населення
За даними перепису населення 2011 року у селі проживали 823 особи.
Національний склад населення села:
| Національність   | Кількість осіб | Відсоток |
| ---------------- | -------------- | -------- |
| болгари          | 709            | 88,7%    |
| турки            | 44             | 5,5%     |
| цигани           | 37             | 4,6%     |
| Всього відповіли | 799            |          |

Розподіл населення за віком у 2011 році:
Динаміка населення: